# Dirección General de Comunicación
La Dirección General de Comunicación (DIGECOM) fue el órgano directivo de la Secretaría de Estado de Comunicación encargado de preparar y ejecutar la política del Gobierno de la Nación en el ámbito de la comunicación. Estuvo activo en dos periodos distintos, de 1994 a 1996, y de 2012 a 2020.

## Historia
La DIGECOM se constituye por Real Decreto de 1 de septiembre de 1978, siendo por aquel entonces el Gabinete Técnico de la Secretaría de Estado para la Información, un nuevo órgano de la Presidencia del Gobierno.
Unos meses más tarde, en marzo de 1979, el Gabinete Técnico pasa a denominarse «Dirección General de Relaciones Informativas», pues se encargaba de facilitar información sobre la actividad gubernamental a los medios y gestionabva las relacines con éstos. Se estructuró entonces mediante una Subdirección General de Estudios y Difusión, una Subdirección General de Cooperación Informativa y un Servicio de Análisis.
Posteriormente, en diciembre de 1982 la Secretaría de Estado se renombra como Oficina del Portavoz del Gobierno y este órgano pierde el área de Cooperación Informativa, que se constituye como una Dirección General independiente. Constituido en 1988 el Ministerio del Portavoz del Gobierno, hasta su supresión en 1993 estos órganos se integrarán en la Subsecretaría de este Departamento.
En el año 1993 la Portavocía del Gobierno se establece en el Ministerio de la Presidencia, que crea a tal efecto la Secretaría General del Portavoz del Gobierno, donde se intrgra la DIGECOM. En agosto de 1994 se renombra como «Dirección General de Comunicación». Se estructuraba mediante una Subdirección General de Relaciones Informativas Institucionales y una Subdirección General de Análisis y Documentación Informativa.
Fue suprimida en 1996 y sus funciones asumidas por la Secretaría General de Información hasta el año 2000, cuando la estructura del Ministro Portavoz del Gobierno creó la Oficina General de Información que asumía sus funciones. Entre 2002 y 2012 sus funciones eran asumidas en gran parte por la Dirección General de Comunicación del Área Nacional (o Dirección General de Información Nacional desde 2004) y, desde ese, se volvió a recuperar la DIGECOM.
La recuperación de la DIGECOM supuso una estructura de cuatro subdirecciones: «de Información Nacional», «de Información Internacional», «de Análisis y Documentación» y «de Comunicación Electrónica y Nuevas Tecnologías». Además, esta dirección, al ser única, asumía las competencias del resto de direcciones generales de la SECOM.
A finales de 2016 la estructura comunicativa del Gobierno pasa directamente a depender de la Presidencia y adquiere la actual estructura. Desde 2018 muchas de sus funciones se traspasaron a las recuperadas direcciones generales de Información Nacional e Internacional, quedándose esta con las funciones de coordinación y distribución de información así como del ámbito tecnológico.
En 2020 se reforma la estructura de la Presidencia del Gobierno, suprimiendo la DIGECOM y asumiendo sus funciones tres nuevas direcciones generales, denominadas Departamento de Información Autonómica, Departamento de Información Económica, y Departamento Digital.

## Dependencias
En su última etapa, la Dirección General de Comunicación ejercía sus competencias a través de sus dos órganos subordinados, ambos con rango de subdirección general:
- La Unidad de Coordinación, que asumía la coordinación y distribución de información procedente del Gobierno y de las Delegaciones y Subdelegaciones del Gobierno en las comunidades autónomas a los responsables que tengan encomendada la relación con los medios de comunicación en los departamentos ministeriales, órganos de la Administración periférica y Dirección General de Relaciones con las Comunidades Autónomas y Entes Locales del Ministerio de la Presidencia y para las Administraciones Territoriales, y, en su caso, organismos públicos dependientes de la Administración General del Estado; la coordinación de la información de los distintos Departamentos ministeriales necesaria para el ejercicio de la portavocía del Gobierno; y las relaciones con los medios nacionales e internacionales de comunicación social, para facilitarles la información disponible que precisen sobre la gestión del presidente del Gobierno y de los titulares de los distintos departamentos ministeriales.
- La Unidad de Comunicación, encargada de impulsar la incorporación de las nuevas las tecnologías de la información en la acción de comunicación del Gobierno; de gestionar y coordinar con el resto de los Departamentos ministeriales la comunicación digital del Gobierno por medio de las herramientas disponibles en internet; del diseño y articulación de protocolos y mecanismos de información directa del Gobierno a los ciudadanos a través de los medios digitales; y de reforzar la información a los medios de comunicación a través de internet.

## Titulares
- Josep Meliá Pericás (29 de septiembre de 1978-18 de mayo de 1979)
- Jesús Picatoste Baeza (25 de mayo de 1979-16 de enero de 1981)
- José Julián Barriga Bravo (16 de enero de 1981-13 de marzo de 1981)
- Carlos Abella Martín (13 de marzo de 1981-15 de diciembre de 1982)
- Miguel Ángel Molinero Martínez (15 de diciembre de 1982-1 de agosto de 1985)
- Aurelio Sahagún Pool (1 de agosto de 1985-15 de diciembre de 1989)
- José Nevado Infante (15 de diciembre de 1989-28 de septiembre de 1990)
- Ramón María Iribarren Udobro (28 de septiembre de 1990-26 de noviembre de 1993)
- José Ramón Pérez Ornia (6 de agosto de 1994-10 de mayo de 1996)
- Consuelo Sánchez-Vicente López (5 de enero de 2012-28 de julio de 2017)[11][12]
- Begoña Fuentes Conles (28 de julio de 2017-18 de junio de 2018)[13][14]
- Susana Reverter Vázquez (18 de junio de 2018-28 de enero de 2020)[15]